# 今井兼文 (2代)
二代目 今井 兼文 （いまい かねふみ、1866年6月23日〈慶應2年5月11日〉 - 1939年〈昭和14年〉8月17日）は、日本の実業家、鳥取県多額納税者、地主。合名会社米子今井書店代表社員。米子商工会議所副会頭。旧姓・岡田。

## 経歴
鳥取県の岡田家に生まれる。今井兼文の養子となり、1901年に家督を相続し、前名・国松を改め襲名する。遺業を継承し今井郁文堂経営主となり、島根県松江市にその支店を設置して書籍、雑誌の卸・小売を営む。
小学校教科書が国定となるのを見て、直ちに鳥取島根両県特約販売店の権利を得て益々業務を発展させる。米子市内に内藤書店、すゞや書店等の支店を開設、その商勢は頗る盛況を呈する。
鳥取県書籍雑誌商組合の役員をつとめ、同業の福祉増進、親睦融合に尽瘁する。直接国税1200余円を納めて鳥取県多額納税者に列する。

## 人物
住所は米子市尾高町。

## 家族
今井家
- 養父・初代兼文（1828年 - 1901年、医師、和漢洋書籍商兼活版印刷業）
- 妻・せい（1867年 - ?、養父・兼文の三女）[1][6]
- 養子
  - 三代目兼文（1890年 - ?、前名・寿雄、長女・康子の夫、鳥取、小畑長松の二男）[6][10]
  - 義明（1897年 - ?、三女・美都子の夫、鳥取、戸崎松蔵の六男）[6] - 松江市殿町で運動具店を経営する[13]。
- 長女・康子[6]（1892年 - 1978年、歌人）
- 三女・美都子（1898年 - ?）[6]
- 孫[6]